# 35334 Yarkovsky
35334 Yarkovsky è un asteroide della fascia principale. Scoperto nel 1997, presenta un'orbita caratterizzata da un semiasse maggiore pari a 3,0210923 au e da un'eccentricità di 0,0350924, inclinata di 4,18153° rispetto all'eclittica.
L'asteoroide è dedicato all'astronomo russo Ivan Osipovič Jarkovskij.